# Einweggeschirr

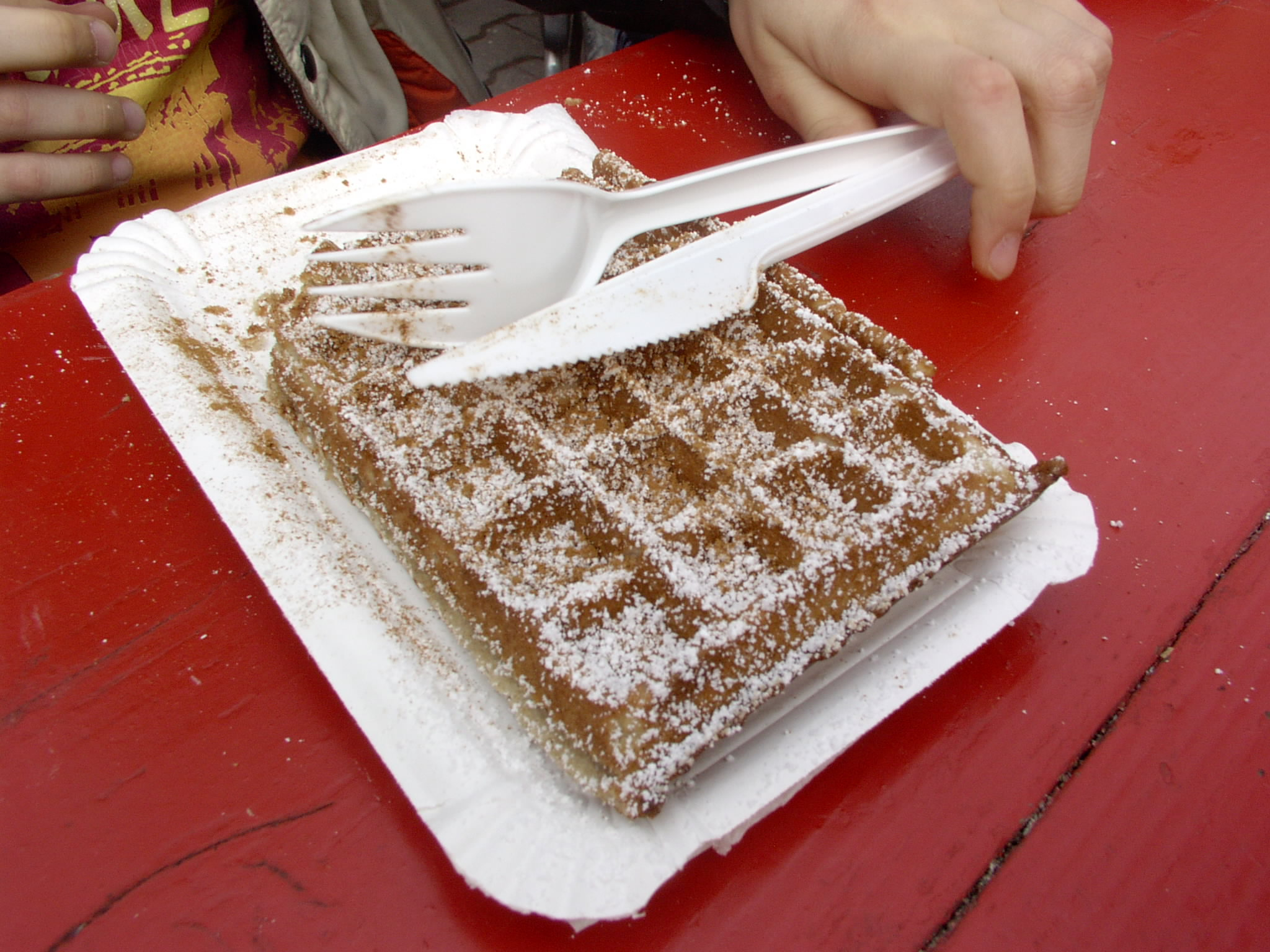
Waffel auf Pappteller mit Einwegbesteck

Als Einweggeschirr wird Essgeschirr bezeichnet, das nur zum einmaligen Gebrauch vorgesehen ist. Es handelt sich also um Teller, Becher, Schalen, Essbesteck etc., die nach ihrer Benutzung als Abfall entsorgt werden. Verbreitet ist die Verwendung in der Gastronomie (insbesondere in der Systemgastronomie bzw. Fast-Food-Segment, sowie im sonstigen Außer-Haus-Verkauf) und im Freizeitbereich. Einweggeschirr zählt somit zu den Einwegprodukten. Es unterliegt den Normen für Lebensmittelkontakt-Materialien und -Gegenstände ebenso wie manche Verkaufsverpackungen, die zugleich als Lebensmittelverpackung und als Geschirr nutzbar sind, so beispielsweise Joghurtbecher, Quarkschalen oder Hamburger-Klappboxen.
Einweggeschirr ist in der Regel aus Pappe (Pappteller und -becher), Kunststoff (Plastikbecher, -tassen, -besteck), aufgeschäumtem Kunststoff (Thermobecher) oder Aluminium (Assiette) gefertigt.

## Geschichte
Der Pappteller wurde von Hermann Henschel in Luckenwalde erfunden, der ihn 1867 patentieren ließ.
Ab 1908 warb der US-Amerikaner Samuel J. Crumbine, ein Gesundheitsbeamter aus Kansas, dafür, gemeinschaftlich zu benutzende Ess- und Trinkgefäße als potentielle Übertragungswege von Krankheiten aus dem öffentlichen Gebrauch zu nehmen. Dies nahmen die US-Amerikaner Lawrence Luellen und Hugh Moore zum Anlass, einen Pappbecher zu erfinden, der für eine einmalige Verwendung gedacht war und in Automaten ausgegeben werden konnte.
In den 1930er und -40er Jahren setzte sich in Nordamerika das Einweggeschirr zur Versorgung von Arbeitern durch.
1948 führte die Restaurantkette McDonald’s Einwegverpackungen und -geschirr ein, um den hohen Aufwand mit herkömmlichem Mehrweggeschirr (Reinigung, Verluste durch Diebstahl und Bruch) zu unterbinden. Der Verzicht auf Glas und Porzellan ermöglichte es dem Kunden erstmals auch, Restaurantprodukte zu kaufen und mitzunehmen.
Mit steigendem Umweltbewusstsein kam Ende des 20. Jahrhunderts Einweggeschirr aus essbarem (z. B. Waffelschalen), wiederverwertetem und kompostierbarem oder sonst wiederverwertbarem Material auf den Markt.

## Vorteile
Ursprünglich galt Einweggeschirr vor allem als hygienisch vorteilhaft: Verunreinigungen von Lebensmitteln durch unzureichend gereinigtes Geschirr oder die bei Mehrweggeschirr übliche Nutzung durch viele Personen werden vermieden; das waren und sind wesentliche Motive zur Entwicklung und Verbreitung von Einweggeschirr.
Weitere Vorteile sind die preiswerte, wenig aufwendige Herstellung und dass man es nach Benutzung nicht reinigt und aufbewahrt. Aufwand an Energie, Wasser und Arbeitskraft für die Reinigung von Mehrweggeschirr entfällt. Das auf dem Einweggeschirr servierte Produkt ist von einer Rückgabe des Geschirrs unabhängig und kann dementsprechend vom Verkaufsort mitgenommen (neusprachlich: to go) werden.

## Nachteile
Massenhafter Einsatz von Einweggeschirr wie -verpackungen und allgemein Einwegprodukte stehen im Widerspruch zu Geboten der Kreislaufwirtschaft und daher in der Kritik. Der zur Herstellung nötige Verbrauch von Ressourcen wie Erdöl und der Anfall großer Mengen an Müll, vor allem an nicht verrottendem Plastik bedeuten nicht nur ein generelles Entsorgungsproblem. Ebenso ihre unsachgemäße, regelmäßig rechtswidrige und zudem unschöne Entledigung in Natur und Landschaft.
Selbst bei Einweggeschirr aus natürlichen Rohstoffen wie Bambusfasern oder Maismehl besteht durch zugesetzte Verbundstoffe eine Gefahr für die Lebensmittelsicherheit durch eine verbotene Überschreitung der spezifischen Migrationsgrenzwerte für Schadstoffe wie Melamin und Formaldehyd.

## Initiativen zur Abfallvermeidung
Die Stadt Kassel scheiterte 1998 mit der Einführung einer Abfallabgabe auf Einweggeschirr; ebenso ein Vorstoß mehrerer Bundesländer zur Einführung einer entsprechenden Verpackungssteuer. 2012 wurde eine solche Abgabe in Berlin diskutiert, um der Verwahrlosung und Vermüllung des öffentlichen Raumes mit Einweggeschirr und -verpackungen entgegenzutreten. Die Stadt Tübingen führte zum 1. Januar 2022 eine Verpackungssteuer auf Einwegverpackungen, -geschirr und -besteck in der Gastronomie ein und fördert gleichzeitig die Umstellung auf Mehrweggeschirr. Die von der Stadt Tübingen eingeführte Steuer auf Einwegverpackungen und Einweggeschirr (Verpackungssteuer) ist nach einem Urteil des Bundesverwaltungsgerichts (BVerwG) im Mai 2023 rechtmäßig. Die klagende Systemgastronomiekette McDonald’s hatte in der Vorinstanz obsiegt. Das BVerwG stellte dagegen klar, dass Speisen zum Mitnehmen „typischerweise“ sehr bald gegessen würden und damit meist im Gemeindegebiet blieben. Es handele sich also um eine örtliche Steuer im Sinne des Art. 105 Abs. 2a Satz 1 GG. Diese Satzung widerspreche nicht den Abfallregeln des Bundes, da beide dasselbe Ziel verfolgten, nämlich Abfallvermeidung. Die Rechtmäßigkeit dieser Verpackungssteuer wurde im Januar 2025 vom Bundesverfassungsgericht bestätigt.
In Frankreich ist zum 1. Januar 2020 ein Verbot von Einweggeschirr in Kraft getreten. Davon ausgenommen sind Produkte aus kompostierbaren Materialien und bio-basierten Kunststoffen.
Im Bundesland Salzburg ist die Verwendung von Einweggeschirr aus nichtkompostierbaren Materialien seit 2018 unter bestimmten Bedingungen verboten. Zuwiderhandlungen können mit Verwaltungsstrafen von bis zu 21.000 Euro geahndet werden.
Im Jahr 2019 erließ die Europäische Union die Einwegkunststoff-Richtlinie, nach der bestimmte Plastik-Einwegprodukte wie Plastik-Einweggeschirr in der EU aus Umweltschutzgründen nicht mehr erlaubt sind.

## Variante und ähnlich
- Wurstpappe
- Pommesgabel
- Pizzakarton